# Wit-Rusland op het Eurovisiesongfestival 2008
Wit-Rusland nam deel aan het Eurovisiesongfestival 2008 in Belgrado, Servië. Het was de 5de deelname van het land op het Eurovisiesongfestival. 

## Selectieprocedure
Er werd gebruikgemaakt van hetzelfde format als in 2007. Eurofest 2008 was de tv-show waarin Wit-Rusland zijn kandidaat voor het Eurovisiesongfestival 2008 koos. 
De show verliep over twee avonden. De halve finale vond plaats in december 2007, de finale een maand later. Tijdens de halve finales werden de vijftien kandidaten voorgesteld aan het grote publiek, dat daarna via televoting kon stemmen. De winnaar van de televoting ging door naar de finale, aangevuld met de drie favorieten van de vakjury. In de finale koos de vakjury uiteindelijk voor de zanger Roeslan Alechno met het lied Hasta la Vista.

## Eurofest 2008

### Halve finale
| Startplaats | Artiest                        | Lied                         | Televote | Plaats | Jury |
| ----------- | ------------------------------ | ---------------------------- | -------- | ------ | ---- |
| 1           | The Champions                  | Drive me crazy               | 486      | 12     | -    |
| 2           | Lena Volosjina                 | That's all I feel            | 858      | 8      | -    |
| 3           | Joelia Goeseva                 | Maybe                        | 759      | 9      | -    |
| 4           | Ana Sjarkoenova & German Titov | My boedem pervye             | 991      | 7      | -    |
| 5           | Roeslan Alechno                | Hasta la vista               | 6089     | 1      | -    |
| 6           | Oksana Kovalevskaja            | Vsegda odna                  | 271      | 15     | -    |
| 7           | PinCode                        | You can                      | 1075     | 6      | -    |
| 8           | Viktor Psjenitjniy             | Baby blue                    | 338      | 14     | -    |
| 9           | Goenesj Abbasova               | I can't live without you     | 2317     | 4      |      |
| 10          | Scandal                        | Everybody                    | 1689     | 5      | -    |
| 11          | Po Glazam                      | Devotjska trjohtysatjnih let | 420      | 13     |      |
| 12          | Palats                         | Kola mlyna                   | 2438     | 3      | -    |
| 13          | Dali                           | Silver sky                   | 679      | 10     | -    |
| 14          | Katrin                         | Follow me                    | 663      | 11     | -    |
| 15          | Litesound                      | Do you believe               | 3967     | 2      |      |

### Finale
Artiesten in de finale konden nog van lied veranderen tussen de tijd van de halve finale en de finale.
| Startplaats | Artiest          | Lied                       |
| ----------- | ---------------- | -------------------------- |
| 1           | Roeslan Alechno  | Hasta la vista             |
| 2           | Litesound        | Do you believe             |
| 3           | Goenesj Abbasova | I can't live without you   |
| 4           | Po Glazam        | Devotska trjohjsatsnih let |

## In Belgrado
Ondanks hun goede prestatie in 2007, mocht Wit-Rusland niet aantreden in de finale. Dit kwam door een wijziging in de reglementen waardoor een twee halve finales kwamen en dus elk land (behalve de grote vijf en de winnaar van jaar ervoor) moest starten in de halve finales.
In de tweede halve finale trad Wit-Rusland als negende van negentien acts aan, na Tsjechië en voor Letland. Aan het einde van de puntentelling stond Wit-Rusland op een zeventiende plaats met 27 punten. Dit was niet genoeg om de finale te halen.

### Gekregen punten

#### Halve Finale
| 12 punten | 10 punten  | 8 punten | 7 punten | 6 punten   |
| --------- | ---------- | -------- | -------- | ---------- |
|           | - Oekraïne |          |          | - Litouwen |
| 5 punten  | 4 punten   | 3 punten | 2 punten | 1 punt     |
| - Letland | - Georgië  |          | - Cyprus |            |

### Punten gegeven door Wit-Rusland

#### Halve Finale
| 12 punten | Oekraïne   |
| 10 punten | Georgië    |
| 8 punten  | Portugal   |
| 7 punten  | Kroatië    |
| 6 punten  | Letland    |
| 5 punten  | Albanië    |
| 4 punten  | Denemarken |
| 3 punten  | Turkije    |
| 2 punten  | Bulgarije  |
| 1 punt    | IJsland    |

#### Finale
| 12 punten | Rusland      |
| 10 punten | Oekraïne     |
| 8 punten  | Azerbeidzjan |
| 7 punten  | Armenië      |
| 6 punten  | Georgië      |
| 5 punten  | Noorwegen    |
| 4 punten  | Israël       |
| 3 punten  | Turkije      |
| 2 punten  | Griekenland  |
| 1 punt    | Servië       |

2004 · 2005 · 2006 · 2007 · 2008 · 2009 · 2010 · 2011 · 2012 · 2013 · 2014 · 2015 · 2016 · 2017 · 2018 · 2019 · 2020-2025